# Головач Платон Романович
Головач Платон Романович (біл. Платон Раманавіч Галавач (18 квітня 1903, за новим стилем 1 травня 1903, Побоковичі, Бобруйський повіт, Мінська губернія — 30 жовтня 1937, Мінськ, БССР) — білоруський письменник та громадський діяч .
Був страчений НКВС у 1937, у віці 34 років. Реабілітований у 1956 рокці.

## Біографія
Народився у селянській родині. Рано залишившись сиротою, з 7 років працював пастухом. Навчався в церковно-парафіяльній школі, ще у шкільні роки почав брати участь у літературному гуртку. Один із організаторів комсомольського руху у повіті. У 1920 році створив комсомольський осередок у рідному селі. Брав активну участь у ліквідації безграмотності серед дорослого населення, організував клуб і хату-читальню. Разом з іншими комсомольцями привозив з Бобруйську газети. Став селькором повітової газети «Камуніст», писав статті про життя сільського комсомольського осередку.
У 1922—1923 роках працював інструктором Борисівського повітового комітету комсомолу, у 1923 році вступив до ВКП(б). Бобруйский повітовий комітет помітив активного комсомольця та направив його на навчання до Мінської партійної школи. У 1926 р. закінчив Комуністичний університет Білорусі. З 1926 року — завідувач орговідділу а з 1928 року — перший секретар ЦК комсомолу Білорусі. Редагував газету «Червона зміна», літературні журнали «Маладняк» та «Плам'я». Проводив велику суспільно-виховну та просвітницьку роботу

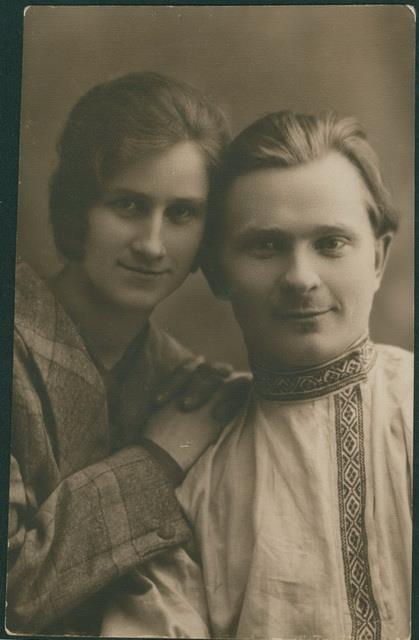
з дружиною, 1928

У 1923-1928 роках керував літературною організацією "Маладняк". У листопаді 1928 року об'єднання було реорганізовано у Білоруську асоціацію пролетарських письменників. Член БелАПП. Обирався членом ЦК КП Білорусі (1927-1930) і ЦВК БССР (1927-1935). 1934 року був прийнятий до Союзу письменників СРСР.

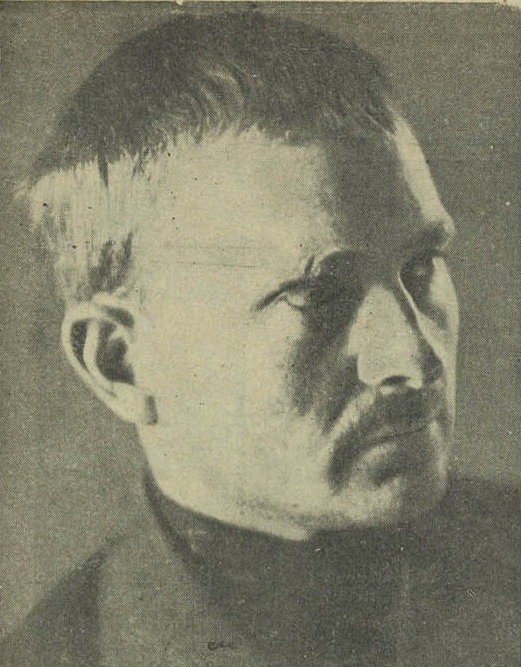
1931

У 1930-х роках П. Головач, як і більшість колишніх «маладняківців», був репресований. 1937 року був заарештований, трійкою НКВС засуджений як «організатор терористичного угруповання» і за «провадження німецько-фашистської діяльності» засуджений до вищої міри покарання - розстрілу. Був реабілітований у 1956 році.

## Творчість
- «Загублене життя» / «Загубленае жыццё» (1925)
- «Дрібниці життя» / «Дробязі жыцця» (1927)
- «Хочеться жити» / «Хочацца жыць» (1930)
- «Винний» / «Вінаваты» (1930)
- «Сполох на загонах»[2] / «Спалох на загонах» (1930)
- «Доллари» / «Даляры» (1931)
- «Оповідання» / «Апавяданні» (1934)
- «Від Ведмежої гори до Білого моря» / «Ад Мядзведжай гары да Белага мора» (1934)
- «Через роки» / «Праз гады» (1935)
- «Носії ненависті » / «Носьбіты нянавісці» (1936)